# Семиречье ведийское

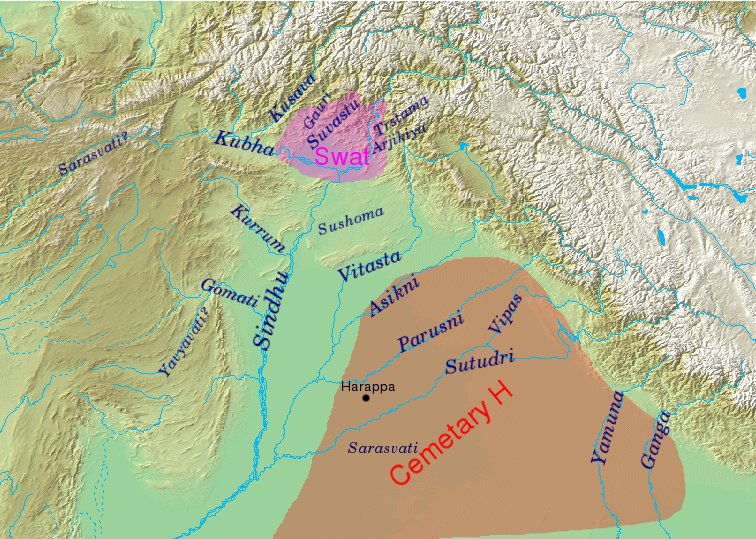
Ведическое Семиречье

Семире́чье или Сапта-синдху, Саптасиндхава (IAST: sapta sindhu, IAST: sapta sindhavaḥ) — регион, включавший в себя Пятиречье ведийское (реки Шатадру, Витаста, Випаша, Парушни, Асикни), а также области рек Сарасвати и Инд. Место Сарасвати, возможно, сначала занимала река Кабул (Кубха). Данным термином арии определяли территорию, занимаемую ими после возможной миграции в Индию, — северо-западную часть Индостана и прилегающие районы Афганистана.
Авестийский термин Хапта Хенду (авест. hapta həndu) (Вендидад, I, 73) происходит от ведийско-санскритского Сапта Синдху (सप्त सिंधु; буквально «Семь Индов»), употребляемого в «Ригведе» (II-12; IV-28; VIII-24,27), причём под первым понималась населённая индоариями территория в Восточном Кабулистане.